# John Babington
Pour les articles homonymes, voir Babington.
John Babington (également orthographié Iohannis Babington ; baptisé en 1604, fl. 1635) est un mathématicien et artilleur anglais, spécialiste de la pyrotechnie.

## Manuel de pyrotechnie
En 1635, il publie un ouvrage en in-folio initulé Pyrotechnia, or a Discourse of Artificiall Fireworks, auquel il ajoute le traité « Short Treatise of Geometrie . . . with the tables for the square root to 25,000, and the cubick root to 10,000 Latus, wherein all roots under those numbers . . . are extracted onely by ocular inspection. ». C'est le seul écrit que l'on connaisse aujourd'hui de Babington,. Dans la préface, Babington écrit : « J'ai été pendant plusieurs années passées, et suis toujours, un des artilleurs mineurs de Sa Majesté ».
La première partie de l'ouvrage, qui traite de l'usage des feux d'artifice à des fins militaires et récréatives, est dédiée au « comte de Newport, Maître de l'équipement militaire de Sa Majesté », à savoir le comte Mountjoy Blount. Babington y explique la construction de différents types de feux d'artifice, et les méthodes d'apprêtage des feux ; le tout est accompagné de dessins explicatifs et de scènes fantaisiques. 
La seconde partie, le traité de géométrie, concerne l'usage d'armes, et est dédié à « Sir John Heyden, lieutenant de l'équipement militaire de Sa Majesté. » Des scènes de batailles militaires sont présentes à la fin de l'ouvrage. La troisième partie du livre renferme les premières tables logarithmiques publiées en Angleterre.
La couverture de Pyrotechnia montre un portrait de Babington réalisé par le graveur anglais John Droeshout en 1635,,. L'ouvrage inclut également trois strophes louant l'auteur, dont une écrite par John Bates, l'auteur de Mysteries of Nature and Art.
Babington a été membre de la Compagnie des producteurs de sel, où il a probablement acquis les connaissances en chimie nécessaires à l'élaboration de Pyrotechnia.